# Enrique Casaravilla Lemos
Enrique Casaravilla Lemos (Montevideo, 9 de octubre de 1889 - 1967) fue un poeta uruguayo.

## Biografía
En 1911 publicó su primera obra, "Los puntos de apoyo", en colaboración con Justo Deza. Dos años más tarde publicó "Celebración de la primavera", un folleto de versos que constaba de 30 páginas. En 1920 publicó un nuevo libro de poemas titulado "Las fuerzas eternas" y en 1930, "Las formas desnudas". Colaboró asimismo en algunas de las revistas literarias más importantes de las décadas de 1920 y 1930, como Teseo, La Pluma, La Cruz del Sur y Alfar. En 1967 se publicó de manera póstuma "Partituras secretas", libro de poemas de Casaravilla Lemos con prólogo de Esther de Cáceres.
Sus poesías se caracterizan por su sentido filosófico y religioso, así como por la concisión de su lenguaje.
Ha sido incluido entre los poetas de la llamada "generación del veinte". Su obra recibió elogios de intelectuales como Esther de Cáceres, Luisa Luisi, Ida Vitale y Juan Ramón Jiménez.

## Obra
- Los puntos de apoyo (El Siglo. 1911)
- Las fuerzas eternas (1920)
- Las formas desnudas (1930)
- Partituras secretas (Ministerio de Instrucción Pública y Previsión Social. 1967)